# Weberocereus imitans
Weberocereus imitans är en kaktusväxtart som först beskrevs av Myron William Kimnach och Hutchison, och fick sitt nu gällande namn av Franz Buxbaum. Weberocereus imitans ingår i släktet Weberocereus och familjen kaktusväxter. Inga underarter finns listade i Catalogue of Life.